# Königin-Fabiola-Gebirge
Das Königin-Fabiola-Gebirge (französisch Monts Reine Fabiola, englisch Queen Fabiola Mountains, norwegisch Dronning Fabiolafjella) ist ein 50 km langes Gebirge im ostantarktischen Königin-Maud-Land. Es besteht im Wesentlichen aus sieben kleinen Massiven mit nord-südlicher Ausrichtung, die eine partielle Barriere für den Fluss des Inlandeises darstellen. Das Gebirge liegt isoliert in einer Entfernung von 150 km südwestlich der Lützow-Holm-Bucht.
Teilnehmer einer von 1959 bis 1961 dauernden belgischen Antarktisexpedition unter der Leitung von Guido Derom (1923–2005) entdeckten das Gebirge und fotografierten es am 8. Oktober 1960 aus der Luft. Namensgeberin ist die belgische Königin Fabiola de Mora y Aragón (1928–2014). Zwischen November und Dezember 1960 führten Teilnehmer einer japanischen Expedition geomorphologische und geologische Untersuchungen in diesem Gebirge durch, das in Japan seither unter dem Namen Yamato-sanmyaku (japanisch 大和山脈西 englisch Yamato Mountains, frei übersetzt: Gebirge des großen Friedens) bekannt ist.